# 阿沙阿沙 (阿爾及利亞)
36°14′46″N 0°38′6″E / 36.24611°N 0.63500°E
阿沙阿沙（阿拉伯语：‎），是阿爾及利亞的城鎮，位於該國西北部，由穆斯塔加奈姆省負責管轄，是阿沙阿沙區的首府，面積62平方公里，2008年人口34,789，人口密度每平方公里561人。